# Dosoftei Herescu
Dosoftei Herescu (Dosifej Herescul; n. circa 1710, Principatul Moldovei – d. 22 ianuarie 1789, Cernăuți) a fost un cleric ortodox român, care a îndeplinit funcția de episcop de Rădăuți (1750-1783) și apoi pe cea de episcop exempt al Bucovinei (1783-1789), cu sediul la Cernăuți.

## Biografie
S-a născut în jurul anului 1710, în familia unor boieri de rang mic din nordul Moldovei. S-a călugărit la Mănăstirea Putna, fiind numit în 1747 egumen al acesteia.
A fost ales la 13 noiembrie 1750 ca episcop de Rădăuți. În anul 1775, Imperiul Habsburgic a anexat partea de nord a Moldovei, pe care a denumit-o Bucovina. La 12 decembrie 1781, sediul Episcopiei de Rădăuți (singura episcopie a Moldovei care s-a aflat pe teritoriul ocupat de austrieci) a fost mutat la Cernăuți. PS Dosoftei Herescu a fost instalat la Cernăuți la 30 ianuarie/10 februarie 1782. La 4 iulie 1783, el a primit titlul de "episcop exempt al Bucovinei".
Printre realizările episcopului Dosoftei Herescu sunt de menționat următoarele:
- în 1783 a reușit să obțină aprobarea împăratului Iosif al II-lea al Austriei (1780-1790) pentru readucerea moaștelor Sf. Ioan cel Nou la Mănăstirea Sfântul Ioan cel Nou din Suceava. Acestea fuseseră luate de acolo în anul 1686 de armatele regelui polonez Ioan Sobieski și duse, împreună cu mitropolitul Dosoftei Bărilă al Moldovei, în orașul Zolkiew din Galiția. Moaștele au sosit la Suceava de praznicul Înălțării Sfintei Cruci, în ziua de 14 septembrie 1783.
- ctitorirea unor biserici de lemn: la Vadul Vlădicii, lângă Rădăuți (1773), "Sf. Treime" din Cernăuți (1774), la Vicovul de Jos (1777), precum și clopotnița Bisericii episcopale "Sf. Nicolae" din Rădăuți (1781)
- reorganizarea Eparhiei Bucovinei în 1786, aceasta fiind plasată sub jurisdicția Mitropoliei ortodoxe sârbe din Carloviț
- apărarea drepturilor și tradițiilor românești.

Episcopul Dosoftei Herescu a decedat la 22 ianuarie 1789, fiind înmormântat în Cimitirul Horecea din Cernăuți.